# 柳樹溪 (阿拉斯加州)
柳樹溪（英語：Willow Creek）是位於美國阿拉斯加州瓦爾迪茲-科爾多瓦人口普查區的一個人口普查指定地區。根據2010年美國人口普查，該地共人口78人，而該地的面積約為105.10平方千米。

## 地理
柳樹溪的座標為61°47′49″N 145°11′10″W / 61.79694°N 145.18611°W，而該地的平均海拔高度為632米（即2075英尺）。